# Villa fulviana
Villa fulviana är en tvåvingeart som först beskrevs av Thomas Say 1824.  Villa fulviana ingår i släktet Villa och familjen svävflugor. Inga underarter finns listade i Catalogue of Life.